# Итик-Кјујол
Итик-Кјујол (рус. Ытык-Кюёль) село је и административни центар Татинског рејона у централном делу Јакутије.
Село се налази на реци Тата, а име села потиче од имена језера Итик-Кјујол (јакутски: Свето језеро), који се налази у средини села.
Главна економија села је пољопривредна и то најчешће узгој стоке. У мају 2007. село је погодила катастрофална поплава у којој је поплављено 873 куће и евакуисано више од три хиљаде људи.
Село има око 6.577 становника (2013).

## Становништво
| 1959. | 1970. | 1979. | 1989. | 2002. | 2010. |
| ----- | ----- | ----- | ----- | ----- | ----- |
| 2.378 | 3.352 | 4.118 | 5.658 | 6.267 | 6.828 |